# Ox (album)
Ox is het vierde en tot op heden meest recente studioalbum van de Amerikaanse metalcoreband Coalesce. Het is 10 jaar na het vorige studioalbum uitgegeven. Het album werd uitgegeven op 9 juli 2009 door Relapse Records in Noord-Amerika en op 15 juni in de rest van de wereld.

## Nummers
1. "The Plot Against My Love" - 2:59
2. "The Comedian in Question" - 1:40
3. "Wild Ox Moan" - 3:30
4. "Designed to Break a Man" - 2:35
5. "Where Satires Sour" - 0:49
6. "The Villain We Won't Deny" - 2:11
7. "The Purveyor of Novelty and Nonsense" - 3:29
8. "In My Wake, For My Own" - 3:21
9. "New Voids in One's Resolve" - 2:31
10. "We Have Lost Our Will" - 1:23
11. "Questions to Root Out Fools" - 2:47
12. "By What We Refuse" - 3:35
13. "Dead Is Dead" - 2:06
14. "There Is a Word Hidden in the Ground" - 2:50